# مايك أفليك
مايك أفليك (بالإنجليزية: Mike Affleck)‏ هو لاعب كرة قدم أمريكية أمريكي، ولد في 3 ديسمبر 1984 في بروفو في الولايات المتحدة.

## وصلات خارجية
- مايك أفليك على موقع JustSportsStats.com (الإنجليزية)
- مايك أفليك على موقع كلية كرة القدم في سبورتس رفرنس.كوم (الإنجليزية)